# Jagodnjak

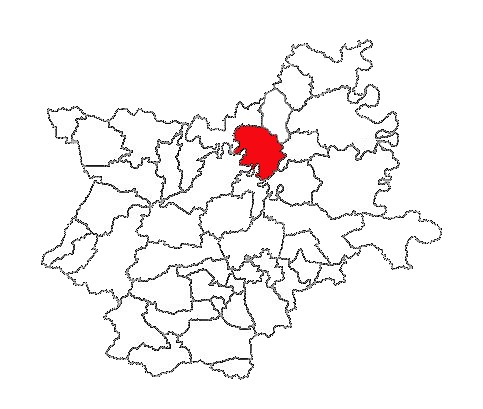

Jagodnjak (Hongaars: Kácsfalu; Duits: Katschfeld; Servisch: Kácsfalu) is een gemeente in de Kroatische provincie Osijek-Baranja. De gemeente maakt deel uit van de streek Baranja
Jagodnjak telt 2537 inwoners. De oppervlakte bedraagt 105 km², de bevolkingsdichtheid is 24,2 inwoners per km².
De gemeente bestaat uit de volgende dorpen:
- Jagodnjak (Kácsfalu)
- Bolman (Bolmány)
- Majške Međe (Majspuszta)
- Novi Bolman (Újbolmány)

## Bevolkingssamenstelling
In 2011 werd een volkstelling gehouden, dit was toen de ethnische samenstelling:

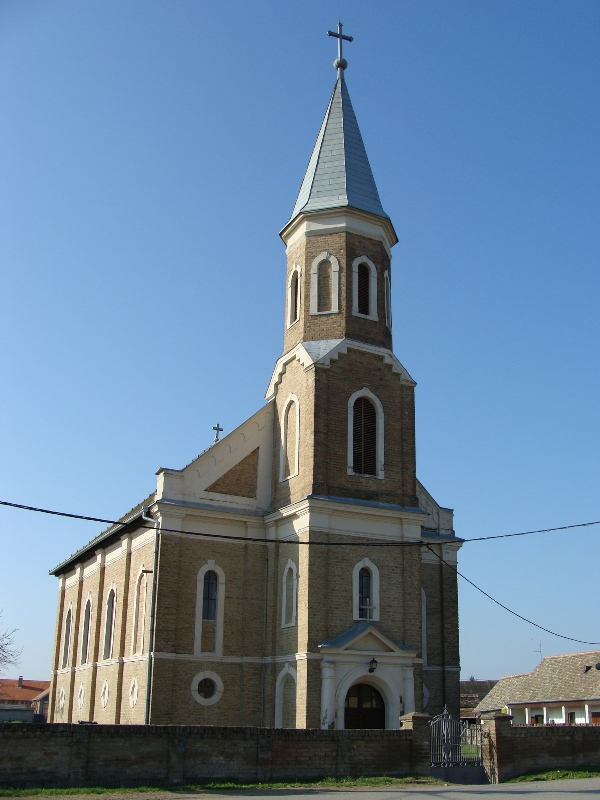
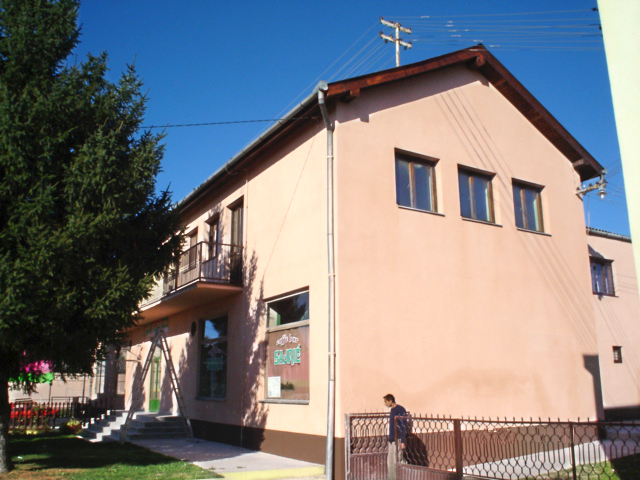
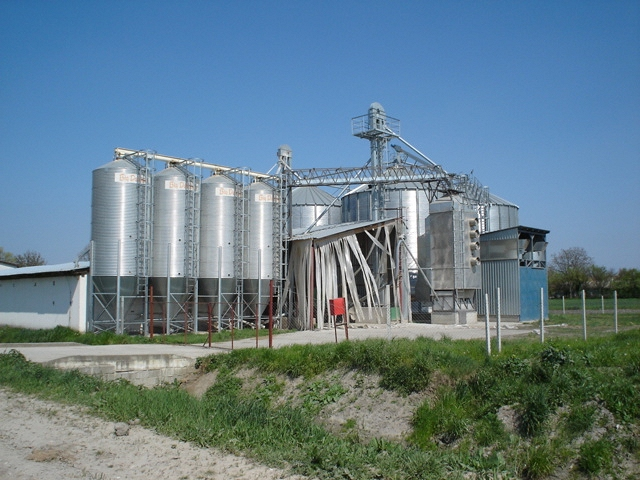
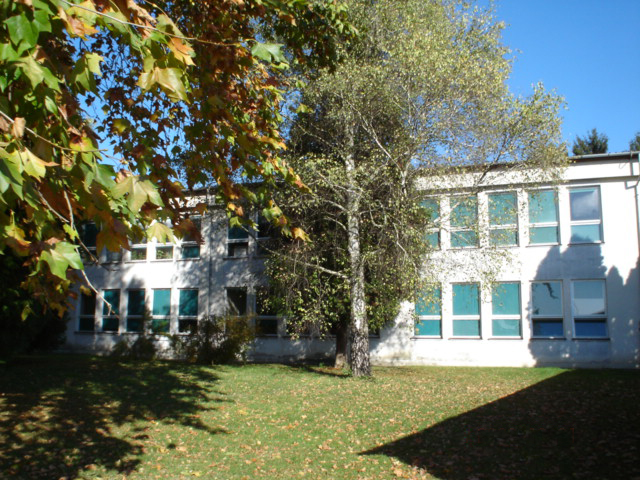

- Serven (64,72%)
- Kroaten (26,65%)
- Hongaren (2,88%)
- Roma (1,18%)

Steden (gradovi): Osijek · Beli Manastir · Belišće · Donji Miholjac · Đakovo · Našice · Valpovo

Gemeenten (općine): Antunovac · Bilje · Bizovac · Čeminac · Čepin · Darda · Donja Motičina · Draž · Drenje · Đurđenovac · Erdut · Ernestinovo · Feričanci · Gorjani · Jagodnjak · Kneževi Vinogradi · Koška · Levanjska Varoš · Magadenovac · Marijanci · Petlovac · Petrijevci · Podgorač · Podravska Moslavina · Popovac · Punitovci · Satnica Đakovačka · Semeljci · Strizivojna · Šodolovci · Trnava · Viljevo · Viškovci · Vladislavci · Vuka